# Klovaskär (Kökar, Åland)
Klovaskär är ett skär i Åland (Finland). Det ligger i Skärgårdshavet och i kommunen Kökar i landskapet Åland, i den sydvästra delen av landet. Ön ligger omkring 76 kilometer öster om Mariehamn och omkring 210 kilometer väster om Helsingfors. Klovaskär ligger 6 meter över havet.
Öns area är 1,7 hektar och dess största längd är 200 meter i nord-sydlig riktning. Trakten är glest befolkad. Närmaste större samhälle är Kökar, 19,3 km nordväst om Klovaskär.